# Kålltorp

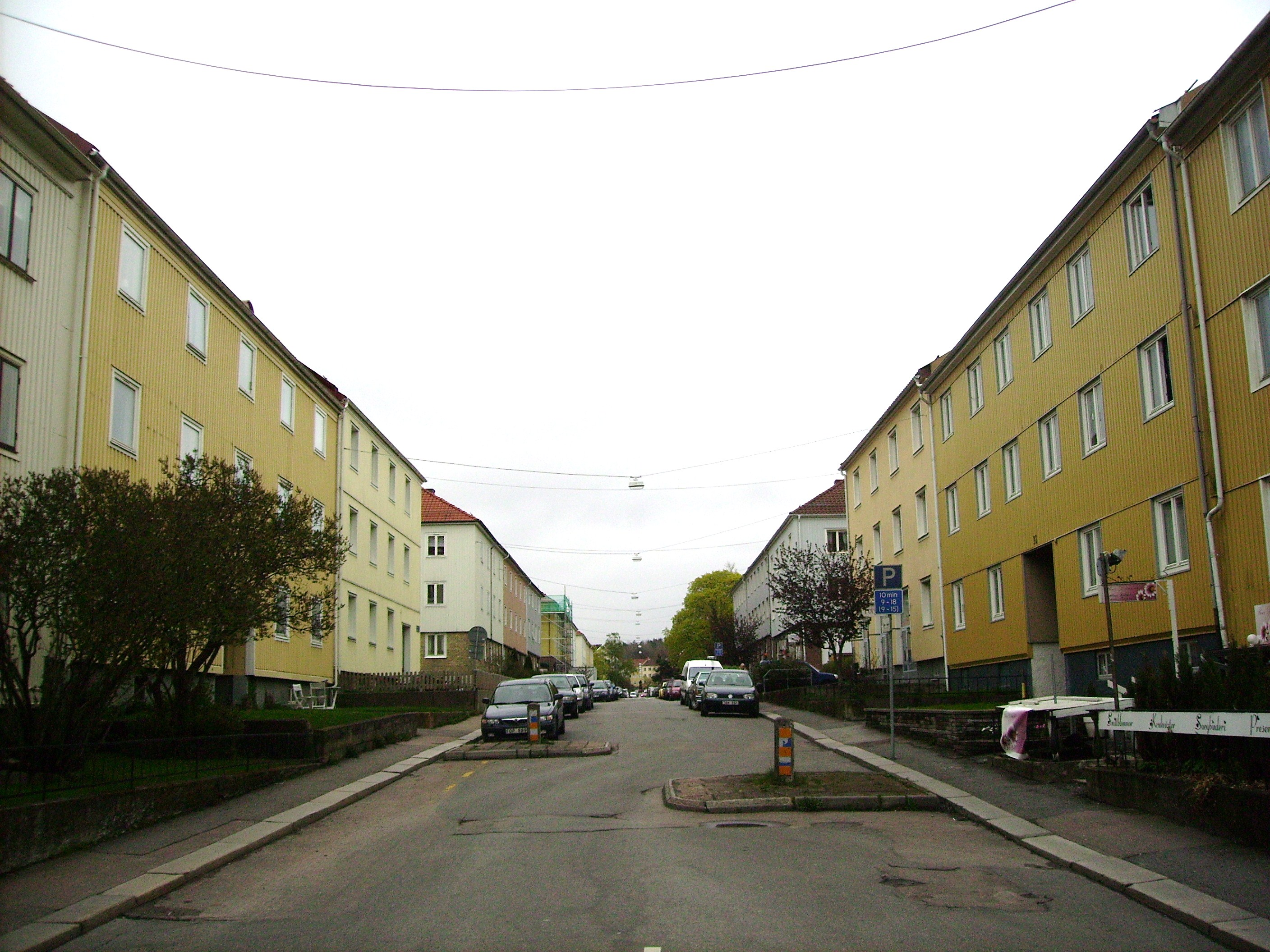
Björcksgatan i Kålltorp

Kålltorp är  en stadsdel och ett primärområde i stadsområde Centrum i Göteborgs kommun. Stadsdelen har en areal på 416 hektar.

## Namn och historia

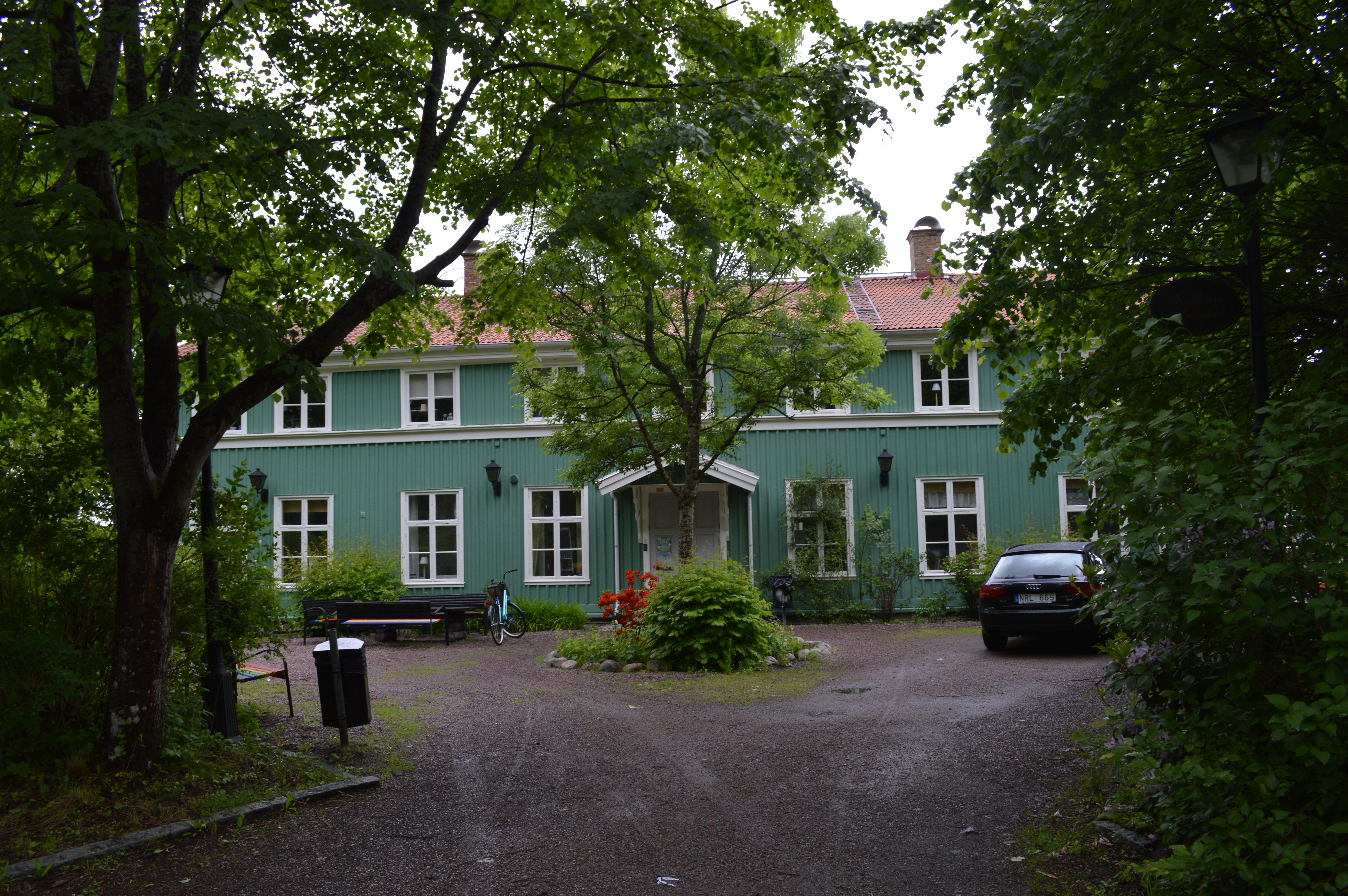
Kålltorps fritidsgård (f d herrgård), bild tagen juni 2017

Byn Kålltorp bestod av två gårdar, Över- och Nedergården varav endast Övergårdens huvudbyggnad är bevarad idag, vilket är Kålltorps gård idag. Namnet Kålltorp lever dessutom vidare i namnet på stadsdelen, men den omfattar mark inom både gamla byn Kålltorp och inom Härlanda bys (senare landeris) ägor. Området har varit bebott sedan förhistorisk tid och en del fynd har genom åren gjorts i Kålltorpsområdet. En skafthålsyxa från stenåldern hittades exempelvis på tomten till Bogärdesgatan 11 år 1938 vilket, inte helt oväntat, visar att det rörde sig människor i området under stenåldern.
En gravhög på åsen mellan Kålltorp och Kärralund, strax nedanför Apslätten, omtalades 1925 av Johan Alin.
Namnet Kålltorp hittas första gången i en handling från Sävedalens ting, den 22 juni 1416, och skrevs då Kolletorp, senare Koltörp, Kortorp, Kårtorp, Kåltorp med flera stavningar. Ursprunget kan härledas till de två gårdar, Nedergården och Övergården som låg i trakterna av nuvarande Virginsgatan och Nedergårdsgatan, och det torp som ska ha legat i utkanten av byn. Båda gårdarna hade stora kålodlingar, "...twenne Kåhlgårdar om 2416 kvadratalnar. Ett Knechte Tårp...är Upbygdt på dess Ägor" (enligt den första kartan över Kålltorpsgårdarna, 43 x 57 cm, Erik Kuus 1701). Förleden Kåll- anses vara efter mansnamnet Kolle eller Kulle. Med efterleden -torp menas "ett avsides liggande nybygge inom en äldre by". 
Det finns också en herrgård som heter Stora Torp, något söder om Kålltorp. Spårvägens vändslinga ligger ungefär på gränsen mellan Stora Torps och Kålltorps ägor vilket förklarar de olika namnen. En av dessa två gårdar finns kvar även idag. Den var renoverad senast i slutet av 1800, och har renoverats lite smått då och då. Men nu används lokalerna för fullt som fritidsgård åt Kålltorpskolan. Gården ligger nära Apslätten och parkskolan i Kålltorp.

## Föreningsliv i Kålltorp
- Människan i Kålltorp (MiK) Föreningen har sedan 1974 funnits i stadsdelen.
- Kålltorps Egnahemsförening. Föreningen grundades 1925.

## Införlivning med Göteborg
"Egendomen Kålltorp i Örgryte" med en areal av 345,56 hektar, köptes år 1904 av staden Göteborg för en summa av 416 000 kronor. Kålltorp införlivades med Göteborg år 1909 och tillhörde därefter stadens 19:e rote samt blev 1922 en av stadens officiella stadsdelar.

## Två andra Kålltorp under sent 1800-tal
- En by i Harestads socken i Inlands södra härad i Göteborgs och Bohus län.
- En herrgård i Gerums socken i Skånings härad vid Fliaån i Skaraborgs län.[5]

## Nyckeltal

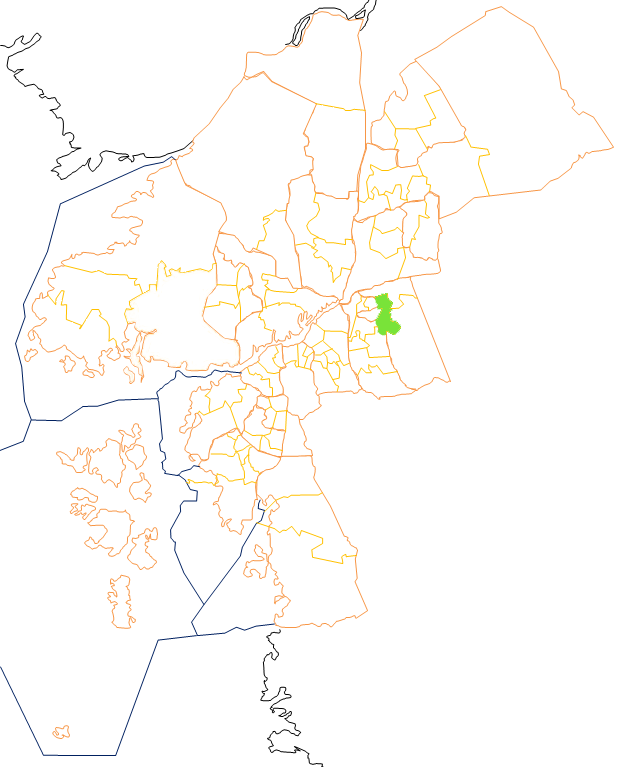
Kålltorp

Nyckeltalen redovisar statistik som beskriver Göteborg och dess 96 delområden, primärområden, per den 31 december och kan användas för att jämföra de olika områdena. Nedan redovisas uppgifter för primärområdet och jämförelse görs mot uppgifterna för hela kommunen.
|                                                           | Kålltorp   | Hela Göteborg |
| --------------------------------------------------------- | ---------- | ------------- |
| Folkmängd                                                 | 9 514      | 587 549       |
| Befolkningsförändring 2020–2021                           | +341       | +4 493        |
| Andel födda i utlandet                                    | 16,4 %     | 28,3 %        |
| Andel utrikes födda eller med två utrikes födda föräldrar | 20,3 %     | 38,1 %        |
| Medelinkomst                                              | 338 300 kr | 332 400 kr    |
| Arbetslöshet                                              | 4,1 %      | 6,6 %         |
| Antal ersatta dagar från F-kassan per person (16-64 år)   | 17,3       | 19,5          |
| Andel med eftergymnasial utbildning (minst 3 år)          | 45,6 %     | 37,9 %        |
| Andel bostäder före 1941                                  | 45,1 %     |               |
| Andel bostäder i allmännyttan                             | 10,3 %     | 25,9 %        |
| Antal färdigställda bostäder 2021                         | 158        |               |
| Andel bostäder i småhus                                   | 4,7 %      | 18,3 %        |

## Stadsområdes- och stadsdelsnämndstillhörighet
Primärområdet tillhörde fram till årsskiftet 2020/2021 stadsdelsnämndsområdet Örgryte-Härlanda och ingår sedan den 1 januari 2021 i stadsområde Centrum.